# Penn Quakers football 1876-1879
Nelle stagioni che vanno dal 1876 al 1879, i Penn Quakers football, rappresentanti la Università della Pennsylvania sono scesi in campo per un totale di undici gare, con quattro vittorie, sei sconfitte e un pareggio.

## 1876
| 11-11-1876           | Princeton*                             | Filadelfia, PA | L 0-6 |
| 11-17-1876           | Philadelphia All-Stars site_stadium =* | Filadelfia, PA | W 4-0 |
| 11-25-1876           | at Princeton*                          | Princeton, NJ  | L 0-6 |
| *Gare non-conference |                                        |                |       |

## 1877
I Quakers non affrontarono gare per la stagione 1877

## 1878
| 10-19-1878           | at Princeton* | Princeton, NJ  | L 0-2 |
| 11-02-1878           | Swarthmore*   | Filadelfia, PA | W 9-0 |
| 11-09-1878           | Princeton*    | Filadelfia, PA | L 1-2 |
| 11-16-1878           | at Columbia*  | Hoboken, NJ    | T 0-0 |
| *Gare non-conference |               |                |       |

## 1879
| 10-18-1879           | at Princeton* | Princeton, NJ  | L 0-6 |
| 11-01-1879           | at Yale*      | Hoboken, NJ    | L 0-3 |
| 11-08-1879           | Columbia*     | Filadelfia, PA | W 1-0 |
| 11-15-1879           | at Widener*   | Chester, PA    | W 7-0 |
| *Gare non-conference |               |                |       |